# 東玉川神社
東玉川神社（ひがしたまがわじんじゃ）は、東京都世田谷区東玉川にある神社。

## 概要
東玉川神社の前身は、江戸時代に当地に創建された諏訪神社である。それが明治時代に玉川神社に合祀される形で廃社となったが、東玉川町の成立によって再建の機運が高まり、昭和3年（1928年）に再建された。
現在の社殿は、昭和14年（1939年）から翌年にかけて渋谷氷川神社から旧社殿を譲り受け移築したもので、世田谷区の世田谷区登録有形文化財になっている。

## 祭神
- 建御名方命
- 大山咋神

## 境内

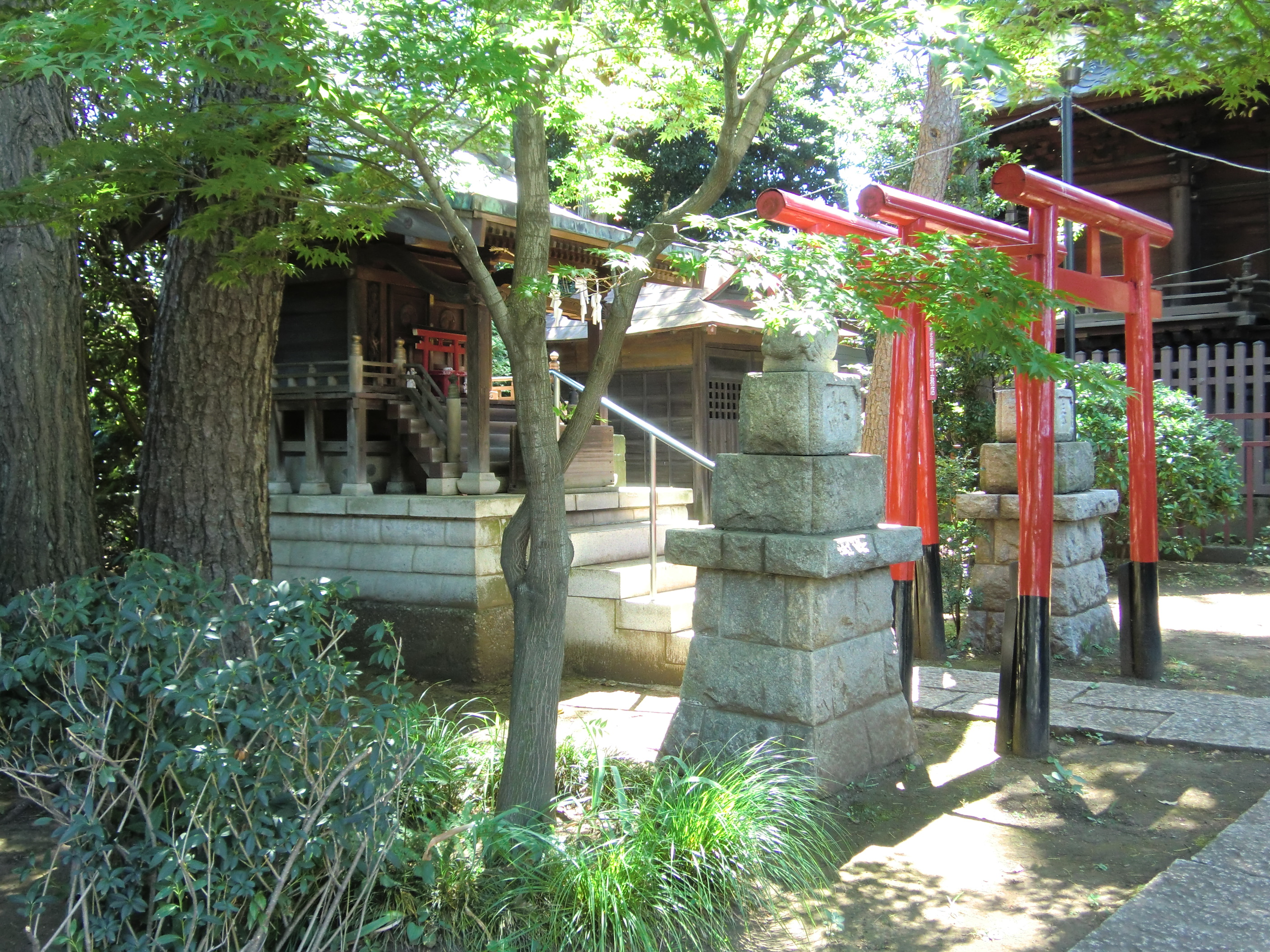
稲荷神社
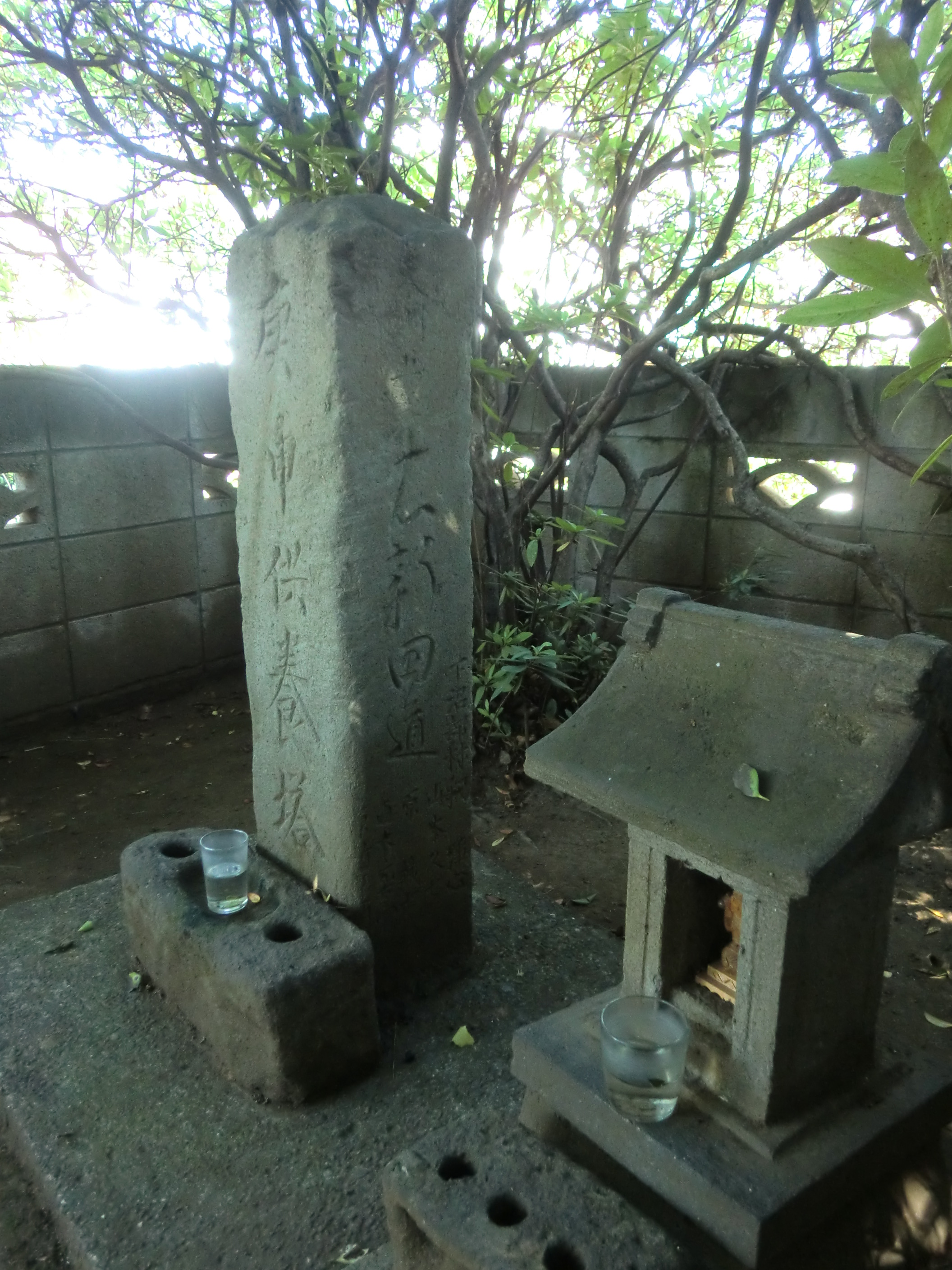
御嶽神社
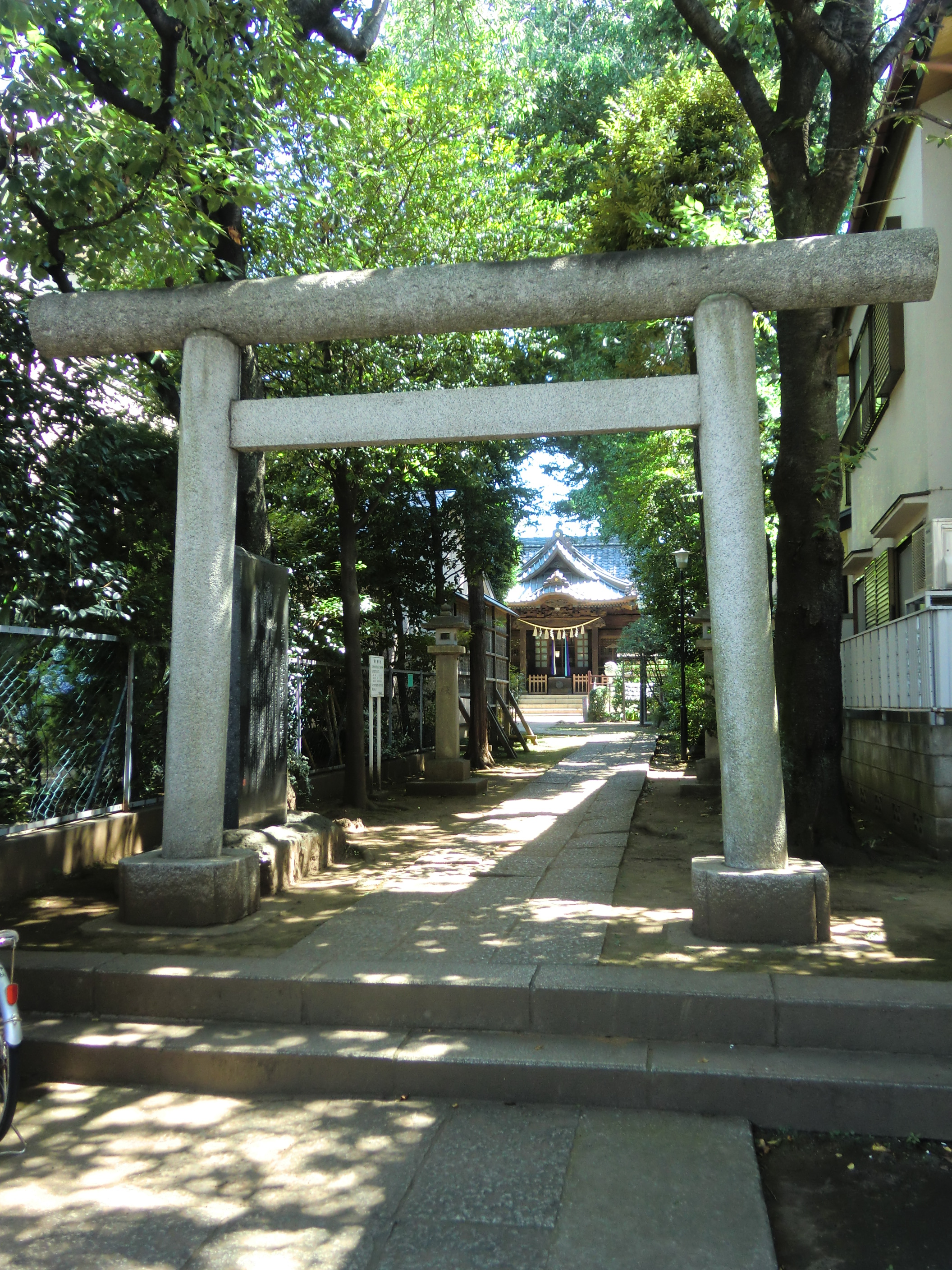
庚申塔

- 稲荷神社
- 庚申塔と御嶽神社
- 鳥居

## 文化財
- 社殿（渋谷氷川神社旧社殿） - 世田谷区登録有形文化財[1]。

## アクセス
- 東急東横線「田園調布駅」から徒歩13分
- 東急目黒線「奥沢駅」から徒歩11分
- 東急池上線「雪ヶ谷大塚駅」から徒歩11分